# Donghae
Donghae (în coreeană 동해시) este un oraș în sud-estul provinciei Gangwon-do, Coreea de Sud.